# Jan Baczewski
Jan Baczewski, Johann Baczewski (* 13. Dezember 1890 in Grieslienen, Landkreis Allenstein; † 20. Juni 1958 in Gdańsk) war ein deutsch-polnischer Funktionär des Bundes der Polen in Deutschland und preußischer Abgeordneter.

## Leben
Jan Baczewski entstammte einer kinderreichen Familie polnischer Katholiken aus dem Ermland. Er besuchte das Gymnasium Hosianum in Braunsberg und anschließend eine landwirtschaftliche Schule in Allenstein. 1920 gehörte er zu den Gründern der Vereinigung der Polen in Ostpreußen und des Trägervereins für eine polnische Schule in Allenstein; später wurde er dann Vorsitzender des Verbands polnischer Schulvereine in Deutschland. Auf seine Initiative hin wurde in Beuthen (Oberschlesien) das einzige polnische Gymnasium in Deutschland gegründet, das später auch von seinen Söhnen besucht wurde, als diese in der NS-Zeit wegen ihrer Zugehörigkeit zur polnischen Minderheit von einem Berliner Gymnasium relegiert wurden.
1922 gründete er den Bund der Polen in Deutschland als Vereinigung der zuvor bereits regional bestehenden Polen-Verbände. Als Vertreter der polnischsprachigen Minderheit in Deutschland wurde er von 1922 bis 1928 in den Preußischen Landtag gewählt. 1924 war er Mitbegründer des Verbandes der nationalen Minderheiten in Deutschland.
Am 1. September 1939 wurde er wie auch Tausende andere Vertreter der polnischen Minderheit in Deutschland verhaftet; nach Torturen in seinem Wohnort Rangsdorf bei Berlin wurde er in das KZ Sachsenhausen eingeliefert, aus dem er schwer erkrankt ein Jahr später entlassen wurde. Sein Wohnhaus in Rangsdorf wurde im Zuge der Einlieferung in das KZ Sachsenhausen von den Nazis enteignet.
Nach der Entlassung aus dem Konzentrationslager wurde der gesamten Familie verboten, den Wohnort Rangsdorf aufzusuchen.
Nach der Eroberung von Neudamm in Brandenburg durch die Sowjet Armee 1945 wurde er als Bürgermeister von der nun Dębno genannten Stadt eingesetzt und war für die Polnische Bauernpartei Mitglied des verfassungsgebenden Sejm von 1947 bis 1952.
Das ehemalige Wohnhaus der Familie Baczewski fiel im Jahr 2010 nächtlicher Brandstiftung zum Opfer, obwohl es unter Denkmalschutz stand.
Seit 2011 erinnert eine Tafel vor dem ehemaligen Wohnhaus in der Kurparkallee an das Schicksal Jan Baczewski's.
Am 28. August 2015 besuchte der neu gewählte polnische Staatspräsident Andrzej Duda gemeinsam mit seiner Gattin Agata Kornhauser-Duda im Rahmen des Antrittsbesuches in Deutschland den ehemaligen Wohnort Rangsdorf, um die Lebensleistung von Jan Baczewski angemessen zu würdigen.